# Бєляєв Микола Ілліч
Микола Ілліч Бєляєв (13 лютого 1903, село Кутерем, тепер Калтасинського району Башкортостану, Російська Федерація — 28 жовтня 1966, місто Москва, тепер Російська Федерація) — радянський політичний діяч, член ЦК КПРС (1952—1961), член Президії ЦК КПРС (1957—1960), Секретар ЦК КПРС (1955—1958), перший секретар ЦК КП Казахстану (1957—1960). Депутат Верховної ради СРСР 2—5-го скликань.

## Біографія
Народився в селянській родині. У 1919 році закінчив вище початкове училище в селі Калегіно. У тому ж році вступив до комсомолу, був організатором однієї з перших первинних комсомольських організацій Башкирії. У 1919—1922 роках на комсомольській і профспілковій роботі в Башкирській АРСР: відповідальний секретар Калегінського волосного та Бірського повітового комітетів комсомолу.
Член РКП(б) з 1921 року.
1925 року закінчив Московський інститут народного господарства імені Г. В. Плеханова.
Від 1925 року на господарській і кооперативній роботі в Західному Сибіру: голова правління окружних спілок сільськогосподарської кооперації, заступник голови Сибірської колгоспспілки, голова правління Сибльоноспілки (1930—1932), начальник Трактороцентру Західно-Сибірського земельного відділу (1932—1937), заступник керуючого Новосибірської обласної контори «Заготзерно» (1938—1939), 1-й заступник голови Новосибірської обласної спілки споживчої кооперації (1939—1940), голова Новосибірської обласної спілки споживчої кооперації (1940—1941). Брав найактивнішу участь у проведенні колективізації та пов'язаних з нею репресій в Західному Сибіру.
З 1941 року — секретар Новосибірського обласного комітету ВКП(б) з харчової промисловості. До січня 1943 року — 1-й заступник голови виконавчого комітету Новосибірської обласної ради депутатів трудящих.
З січня по серпень 1943 року — голова виконавчого комітету Алтайської крайової ради депутатів трудящих.
У серпні 1943 — липні 1955 року — 1-й секретар Алтайського крайового комітету ВКП(б) (КПРС). Очолив роботи з відновлення і розвитку економіки краю на завершальному етапі війни і в післявоєнний період, з освоєння цілинних і перелогових земель в краю. Економіка Алтайського краю в цей період зазнала суттєвих змін: з переважно аграрного він перетворився на великий промисловий регіон. Барнаул, Бійськ і Рубцовськ стали значними індустріальними центрами.
Від 12 липня 1955 до 12 листопада 1958 року — секретар ЦК КПРС, одночасно від 27 лютого 1956 по 29 червня 1957 року був заступником голови Бюро ЦК КПРС по РРФСР. Від 29 червня 1957 до 4 травня 1960 року — член Президії Центрального комітету КПРС.
26 грудня 1957 — 19 січня 1960 року — 1-й секретар ЦК Комуністичної партії Казахстану. У зв'язку з повстанням в Темиртау 1959 знятий з посади 1-го секретаря ЦК КП Казахстану.
28 січня — 25 червня 1960 року — 1-й секретар Ставропольського крайового комітету КПРС.
У червні 1960 року відправлений на пенсію, персональний пенсіонер союзного значення..
Помер 28 жовтня 1966 року. Похований на Новодівичому цвинтарі в Москві.

## Пам'ять
Іменем Бєляєва названа вулиця в Жовтневому районі Барнаула, колишня Ювілейна.

## Нагороди
- орден Леніна
- два ордени Трудового Червоного Прапора (11.05.1942; 4.02.1953)
- медаль «За доблесну працю у Великій Вітчизняній війні 1941—1945 рр.»
- медаль «За трудову доблесть»
- медалі